# 三統真浄
三統 真浄（みむね の まきよ）は、平安時代初期から前期にかけての貴族。氏姓は日置宿禰のち三統宿禰。左京大進・日置御郷の子。官位は従五位上・中宮亮。

## 経歴
仁明朝の承和11年（844年）一族と共に日置宿禰から三統宿禰に改姓する（この時の官位は従六位上・玄蕃助）。承和14年（847年）外従五位下に叙せられ、嘉祥2年（849年）備後介に任ぜられる。
嘉祥3年（850年）文徳天皇の即位後に内位の従五位下・中宮大進に叙任されて京官に復す。こののち文徳朝から清和朝初期にかけて10年以上に亘って中宮大進および中宮亮として、中宮・藤原順子に仕える。この間の仁寿3年（853年）正月にいったん周防守に任ぜられるが、4月には早くも中宮大進に還任している。
天安2年（858年）清和天皇の践祚後に中宮亮に昇格して引き続き皇太后・藤原順子に仕える。翌貞観元年（859年）藤原順子が東宮から西三条第（右大臣・藤原良相邸）に行啓した際、皇太后宮職の官人が加階を受け、真浄は従五位上に叙せられている。

## 官歴
『六国史』による。
- 時期不詳：従六位上。玄蕃助
- 承和11年（844年） 10月1日：日置宿禰から三統宿禰に改姓
- 時期不詳：正六位上
- 承和14年（847年） 正月7日：外従五位下
- 嘉祥2年（849年） 正月13日：備後介
- 嘉祥3年（850年） 4月17日：従五位下（内位）。4月27日：中宮大進（中宮・藤原順子）
- 仁寿3年（853年） 正月16日：周防守。4月10日：中宮大進
- 仁寿4年（854年） 正月16日：兼美濃介。5月22日：次侍従
- 天安2年（858年） 9月25日：中宮亮
- 貞観元年（859年） 4月18日：従五位上
- 貞観3年（861年） 正月13日：兼伊勢介

## 系譜
- 父：日置御郷[1]
- 母：不詳
- 生母不明の子女
  - 男子：三統元成[1]
  - 女子：三統小当女[1]